# Sadalès II
Pour les articles homonymes, voir Sadalès.
Sadalès II est un prince astéen de Thrace du Ier siècle av. J.-C. et roi des Odryses de 48 à 42 av. J.-C. Il est le fils de Cotys IV, son prédécesseur, et peut-être le père de Sadalès III, son successeur, et de Cotys VII, roi en 31 av. J.-C.
Il partage même avec son père le pouvoir souverain. Pendant les guerres civiles romaines, Cotys prend le parti de Pompée, et lui envoie en Thessalie un corps de 500 hommes, sous les ordres de Sadalès. Ce prince se distingue par son courage et par le dévouement qu'il montre à Pompée dans cette guerre. Informé de sa marche, Jules César envoie un de ses lieutenants, pour s'emparer de la Thessalie. Metellus Scipion partit sur-le-champ de la Macédoine pour s'y opposer, et Sadalès se joint à lui. Ils mettent tant de célérité dans cette expédition, que Lucius Cassius, attaqué à l'improviste, essuie une déroute complète. Sadalès montre la même valeur dans les champs de Pharsale ; mais il ne peut résister à la fortune de César : obligé de se retirer dans ses états, après la défaite de Pompée, il y emporte du moins les éloges du vainqueur, qui témoigne hautement son estime pour lui.
Sadalès succède à son père vers l'an 48 av. J.-C., puis meurt quelques années après, vers l'an 42 av. J.-C., et il laisse ses états aux Romains, qui les rendent à des princes de la même famille : Marc Antoine l'octroie à Sadalès III, vraisemblablement le fils de Sadalès II, puis Auguste le dépouille de ses états en faveur de Cotys VII, fils de Sadalès II.

### Sources partielles
- « Sadalès II », Charles Weiss, Biographie universelle, ou Dictionnaire historique contenant la nécrologie des hommes célèbres de tous les pays, 1841 [détail des éditions].
- (en) Ian Mladjov, de l'Université du Michigan, liste des rois odrysiens de Thrace.
- (en) Site hourmo.eu, collection of Greek Coins of Thrace, Index des rois.